# Czesław Kukuczka
Czesław Kukuczka (ur. 23 lipca 1935 w Kamienicy,  zm. 29 marca 1974 w Berlinie) – Polak zabity podczas próby przekroczenia Muru Berlińskiego.

## Życiorys
Urodził się i dorastał w Kamienicy, w powiecie limanowskim. Lokalny dziennik „Gorczańskie Wieści” wspominał go jako chłopca „najbardziej aktywnego, młodego, pełnego pomysłów, zdolnego do poświęceń”. 
Gdy miał 17 lat, został zwerbowany do pracy na budowie Nowej Huty, socjalistycznego robotniczego miasta na wschodnich obrzeżach Krakowa. Jednak po krótkim czasie wrócił do domu rozczarowany swoją pracą na budowie Nowej Huty. Rok później został uznany za winnego defraudacji i skazany na dwa i pół roku pozbawienia wolności, i osadzony w więzieniu w Nowym Sączu i Jaworznie. Po roku został warunkowo zwolniony. 
Wkrótce ożenił się, miał trójkę dzieci. Kolejno pracował na budowie, a następnie rozpoczął pracę jako strażak w straży pożarnej w Jaworznie. W niedzielę 3 marca 1974 roku Kukuczka zniknął bez śladu; nie pojawił się w swoim miejscu pracy i nie był widziany aż do 29 marca 1974 roku, gdy pojawił się w Berlinie Wschodnim.

### Śmierć
W piątek 29 marca 1974 roku o godzinie 12:30 Kukuczka przybył do polskiej ambasady w Berlinie Wschodnim, twierdząc, że ma ważną wiadomość i wszedł do ambasady bez dalszej kontroli. Był tam przyjęty przez pułkownika Maksymiliana Karnowskiego, członka berlińskiego oddziału Ministerstwa Spraw Wewnętrznych oraz pracownika ambasady o nazwisku Olszewski. Kukuczka żądał, aby pozwolono mu przekroczyć granicę w Berlinie o 15:00 przez przejście na międzynarodowym dworcu kolejowym na Friedrichstrasse. 
Groził zdetonowaniem posiadanej przy sobie bomby za pomocą pętli otaczającej jego lewą rękę, połączonej z zapalnikiem. Twierdził, że jeśli jego żądania nie zostaną spełnione, to jego wspólnik w Berlinie Wschodnim także zdetonuje bombę w polskim centrum informacyjnym i kulturalnym przy Karl-Liebknecht-Straße, a wydarzenia zostaną zaprezentowane w świecie zachodnim, bo ma również wspólnika w Berlinie Zachodnim. 
Dalej w rozmowie oświadczył, że chce wyemigrować do USA, gdzie ma ciotki; według znalezionych przy nim dokumentów mieszkały w mieście Hollywood na Florydzie. Kukuczka liczył, że personel polskiej ambasady przygotuje i przekaże mu niezbędne dokumenty umożliwiające opuszczenie Berlina Wschodniego.
O godzinie 14:40 Kukuczka opuścił polską ambasadę z wymaganymi dokumentami i został przewieziony na dworzec Friedrichstrasse przez oczekujący samochód Stasi. Wysiadł na stacji kolejowej i przeszedł do poczekalni, potem próbował przedostać się przez przejście graniczne. 
Tego dnia, mniej więcej w tym samym czasie, zachodnioniemieccy studenci z Bad Hersfeld poinformowali po powrocie do Berlina Zachodniego policję, że byli świadkami, jak biednie ubrany mężczyzna, który przechodził przez granicę obok nich, niczego nie podejrzewając, dostał kulę w plecy od ubranego w ciemny płaszcz i przyciemniane okulary mężczyzny, będącego zaledwie kilka metrów od swojej ofiary. Poważnie ranny Kukuczka nie został przewieziony do najbliższego szpitala (pobliskiej kliniki Volkspolizei, gdzie przewożono większość ofiar Muru Berlińskiego), ale do odległego o 10 km więzienia Lichtenberg należącego do Stasi. Do 18:30 już nie żył.
Kukuczka był jedną z co najmniej 140 śmiertelnie ranionych ofiar Muru Berlińskiego. Jego wyjątkowość polegała na tym, że pozostałe ofiary były obywatelami NRD lub RFN; Kukuczka jest obok Franciszka Piesika jedną z dwu znanych ofiar niebędących Niemcami, a Polakami. Niektóre ofiary Muru Berlińskiego pochodziły z ziem leżących dziś w Polsce (tj. Ida Siekmann, Egon Schultz), jednak wszystkie były pochodzenia niemieckiego. Kukuczka był pochodzenia polskiego.

### Pogrzeb
Dnia 24 maja 1974 roku wdowie po Kukuczce Emilii przekazano urnę z prochami oraz akt zgonu wraz z opakowaniem zawierającym osobiste rzeczy jej zmarłego męża. Wszystko to zostało przekazane przez prokuratora okręgowego. Następnego dnia wójt miejscowości Kamienica poinformował, że pogrzeb kościelny ma się odbyć w kręgu najbliższej rodziny, a szczegółowych informacji o okolicznościach śmierci nie należy nigdy mówić otwarcie dalszej rodzinie lub lokalnym mieszkańcom.

### Proces w sprawie zabójstwa
Śledztwo w sprawie zabójstwa Czesława Kukuczki berlińska prokuratura dwukrotnie umarzała. Na podstawie archiwów Stasi ustalono, że funkcjonariuszem, który zamordował Czesława Kukuczkę, był porucznik Stasi Martin Manfred Naumann (morderca otrzymał za swój czyn odznaczenie od władz NRD). Ścigał go polski Instytut Pamięci Narodowej, Sąd Krajowy w Berlinie odmówił przekazania zabójcy (ściganego europejskim nakazem aresztowania) do Polski, ale w wyniku działań polskiej prokuratury umorzone postępowanie podjęto i 14 marca 2024 r. rozpoczął się w Berlinie proces 80-letniego wówczas Manfreda Naumanna. 14 października 2024 r. zapadł wyrok skazujący go na karę 10 lat więzienia. Sąd uznał, że morderstwo zostało zaplanowane przez Stasi, a Manfred Naumann "bezlitośnie go dokonał", w związku z czym przestępstwo zakwalifikowane według prawa niemieckiego jako "podstępne morderstwo" nie podlegało przedawnieniu.